# 2022年10—12月广州市2019冠状病毒病聚集性疫情
2022年10－12月广州市2019冠状病毒病聚集性疫情，是指自2022年10月12日起在广州市爆發的2019冠状病毒病聚集性疫情。

## 背景与溯源
10月12日至今，广州发生2019冠状病毒病聚集性疫情。此次聚集性疫情分为花都、海珠两个大传播链和其他小传播链（包括本地传播和外省输入）。
此外，根据公开资料，广州疫情传播也波及到佛山市南海区大沥镇以及湖北省天门市，此次条目中一并写入。
关于花都聚集性疫情，根据流行病学调查和基因测序结果，本次疫情病毒序列与国庆期间两例省外来广州的病例完全一致。

## 确诊时序
10月12日，广州市花都区在发热门诊哨点监测和社区筛查中发现多例核酸检测结果异常。
2022年10月13日0时至24时，广州市新增13例本土确诊病例，其中2例在就诊人员排查中发现、4例在已纳入隔离观察的密切接触者排查中发现、7例在社区常态化核酸筛查中发现；新增3例本土无症状感染者，均在社区常态化核酸筛查中发现。
2022年10月14日0时至24时，广州市新增20例本土确诊病例，其中4例在外省来（返）穗感染者或外市感染者的密切接触者排查中发现、16例在风险区域密切接触者或重点人员排查中发现；新增8例本土无症状感染者，3例在外省来穗感染者的密切接触者排查中发现；5例在风险区域密切接触者或重点人员排查中发现。
2022年10月15日0时至24时，广州市新增20例本土确诊病例，均在风险区域密切接触者或重点人员排查中发现；新增16例本土无症状感染者，其中15例均在风险区域密切接触者或重点人员排查中发现、1例在外市感染者的密切接触者排查中发现。
2022年10月16日0时至24时，广州市新增3例本土确诊病例，均在风险区域隔离观察人员排查中发现；新增27例本土无症状感染者，其中24例在风险区域隔离观察人员排查中发现、2例在管控区域重点人员排查中发现、1例在外省感染者的密切接触者排查中发现。
2022年10月17日0时至24时，广州市新增16例本土确诊病例，其中13例在隔离观察人员排查中发现、3例在管控区域重点人员排查发现；新增43例本土无症状感染者，其中39例在隔离观察人员排查中发现、3例在重点人员排查中发现、1例在外省来穗感染者的密切接触者排查中发现。
2022年10月18日0时至24时，广州市新增21例本土确诊病例，其中19例在隔离观察人员排查中发现、1例在外市返穗感染者的密切接触者排查中发现、1例在就诊人员排查中发现；新增31例本土无症状感染者，其中28例在隔离观察人员排查中发现、2例在管控区域重点人员排查中发现、1例在外省返穗感染者的密切接触者排查中发现。
2022年10月19日0时至24时，广州市新增6例本土确诊病例，均在隔离观察人员排查中发现。新增44例本土无症状感染者，其中43例在隔离观察人员排查中发现、1例在外市返穗人员排查中发现。
2022年10月20日0时至24时，广州市新增10例本土确诊病例，均在隔离观察人员排查中发现；新增46例本土无症状感染者，其中39例在隔离观察人员排查中发现、5例在高风险区域管控人员排查中发现、2例在外省来穗人员排查中发现。10月20日，湖北省天门市新增2例新冠肺炎确诊病例。
2022年10月21日0时至24时，广州市新增12例本土确诊病例，其中10例在隔离观察人员排查中发现、2例在高风险区域管控人员排查中发现；新增46例本土无症状感染者，其中29例在隔离观察人员排查中发现、17例在高风险区域管控人员排查中发现。
2022年10月22日0时至24时，广州市新增本土确诊病例18例，其中17例在隔离观察人员排查中发现、1例在高风险区域管控人员排查中发现；新增本土无症状感染者39例，其中36例在隔离观察人员排查中发现、2例在高风险区域管控人员排查中发现、1例在闭环管理重点人员筛查中发现。
2022年10月23日0时至24时，广州市新增本土确诊病例16例，其中15例在隔离观察人员排查中发现、1例在高风险区域管控人员排查中发现；新增本土无症状感染者53例，其中44例在隔离观察人员排查中发现、9例在高风险区域管控人员排查中发现。
2022年10月24日0时至24时，广州市新增本土确诊病例22例，其中16例在隔离观察人员排查中发现、2例在高风险区域管控人员排查中发现、2例在发热门诊就诊人员筛查中发现、2例在区域核酸筛查中发现；新增本土无症状感染者43例，其中32例在隔离观察人员排查中发现、5例在高风险区域管控人员排查中发现、5例在区域核酸筛查中发现、1例在闭环管理重点人员筛查发现。这也是海珠区疫情开始暴发的时间点。
2022年10月25日0时至24时，广州市新增本土确诊病例27例，其中18例在隔离观察人员排查中发现、4例在高中风险区域管控人员排查中发现、2例在发热门诊就诊人员筛查中发现、2例在区域核酸筛查中发现、1例在黄码人员排查中发现；新增本土无症状感染者46例，其中24例在隔离观察人员排查中发现、15例在区域核酸筛查中发现、3例在高风险区域管控人员排查中发现、3例在黄码人员排查中发现、1例在外省来穗人员排查中发现。10月25日，天门市在常态化核酸检测中发现2名无症状感染者，从广州输入。病毒开始在天门市传播。
2022年10月26日0时至24时，广州市新增本土确诊病例11例，其中5例在已纳入隔离观察的密切接触者或涉疫人员排查中发现、5例在区域核酸筛查中发现、1例在已纳入健康管理的黄码人员排查中发现；新增本土无症状感染者39例，其中15例在已纳入隔离观察的密切接触者或涉疫人员排查中发现、12例在中高风险区域管控人员排查中发现、10例在区域核酸筛查中发现、2例在已纳入健康管理的黄码人员排查中发现。10月26日0时至24时，天门市新增16例，其中9例为隔离点检出，7例为管控区检出。
2022年10月27日0时至24时，广州市新增本土确诊病例19例，其中11例在已纳入隔离观察的密切接触者或涉疫人员排查中发现、6例在区域核酸筛查中发现、1例在隔离酒店工作人员排查中发现、1例在发热门诊就诊人员筛查中发现；新增本土无症状感染者46例，其中34例在已纳入隔离观察的密切接触者或涉疫人员排查中发现、8例在区域核酸筛查中发现、3例在外省来（返）穗重点人员排查中发现、1例在机场口岸闭环管理人员排查中发现。10月27日0时至24时，天门市新增9例无症状感染者。
2022年10月28日0时至24时，广州市新增本土确诊病例54例，其中22例在已纳入隔离观察的密切接触者或涉疫人员排查中发现、11例在中高风险区域管控人员排查中发现、11例在区域核酸筛查中发现、7例在发热门诊就诊人员筛查中发现、3例在已纳入健康管理的黄码人员排查中发现；新增本土无症状感染者85例，其中52例在已纳入隔离观察的密切接触者或涉疫人员排查中发现、15例在中高风险区域管控人员排查中发现，13例在区域核酸筛查中发现、2例在发热门诊就诊人员筛查中发现、2例在外省来（返）穗重点人员排查中发现、1例在已纳入健康管理的黄码人员排查中发现。10月28日0时至24时，天门市新增13例无症状感染者。
2022年10月29日0时至24时，广州市新增本土确诊病例66例，其中34例在已纳入隔离观察的密切接触者或涉疫人员排查中发现、20例在中高风险区域管控人员排查中发现、9例在区域核酸筛查中发现、2例在发热门诊就诊人员筛查中发现、1例在外省来穗重点人员排查中发现；新增本土无症状感染者125例，其中82例在已纳入隔离观察的密切接触者或涉疫人员排查中发现、26例在中高风险区域管控人员排查中发现，15例在区域核酸筛查中发现、1例在已纳入健康管理的黄码人员排查中发现、1例在外省来穗重点人员排查中发现。10月29日0时至24时，天门市新增3例无症状感染者。
2022年10月30日0时至24时，广州市新增本土确诊病例232例，其中133例在集中隔离场所隔离观察人员排查中发现、85例在居家隔离观察人员排查中发现、11例在中高风险区域管控人员排查中发现、1例在区域核酸筛查中发现、1例在发热门诊就诊人员筛查中发现、1例在外省来穗重点人员排查中发现；新增本土无症状感染者295例，其中159例在集中隔离场所隔离观察人员排查中发现、102例在居家隔离观察人员排查中发现、31例在中高风险区域管控人员排查中发现、1例在区域核酸筛查中发现、1例在发热门诊就诊人员筛查中发现、1例在重点人员排查中发现。10月30日0时至24时，天门市新增3例无症状感染者。
2022年10月31日0时至24时，广州市新增本土确诊病例190例，其中70例在集中隔离场所隔离观察人员排查中发现、112例在居家隔离观察人员排查中发现、8例在中高风险区域管控人员排查中发现；新增本土无症状感染者289例，其中102例在集中隔离场所隔离观察人员排查中发现、169例在居家隔离观察人员排查中发现、12例在中高风险区域管控人员排查中发现、1例在区域核酸筛查中发现、5例在闭环管理重点人员筛查中发现。10月30日0时至24时，天门市新增1例无症状感染者。10月31日，南海区在外市通报协查人员及密接中发现5例新冠肺炎阳性人员，均到访广州市江南水果批发市场、槎龙果品市场，病毒开始在大沥镇传播。
2022年11月1日0时至24时，广州市新增本土确诊病例73例，其中30例在集中隔离场所隔离观察人员排查中发现、41例在居家隔离观察人员排查中发现、1例在高风险区域管控人员排查中发现、1例在区域核酸筛查中发现；新增本土无症状感染者253例，其中101例在集中隔离场所隔离观察人员排查中发现、149例在居家隔离观察人员排查中发现、3例在区域核酸筛查中发现。11月1日0至24时，佛山市新增本土无症状感染者4例，均在大沥镇的居家隔离人员中发现。
2022年11月2日0时至24时，广州市新增本土确诊病例50例，其中25例在集中隔离场所隔离观察人员排查中发现、18例在居家隔离观察人员排查中发现、5例在高风险区域管控人员排查中发现、2例在区域核酸筛查中发现；新增本土无症状感染者323例，其中59例在集中隔离场所隔离观察人员排查中发现、241例在居家隔离观察人员排查中发现、18例在高风险区域管控人员排查中发现、4例在区域核酸筛查中发现、1例在发热门诊就诊人员中排查发现。11月2日0时至24时，佛山市新增本土无症状感染者7例，其中2例居住在大沥镇。
2022年11月3日0时至24时，广州市新增本土确诊病例142例，其中52例在集中隔离场所隔离观察人员排查中发现、85例在居家隔离观察人员排查中发现、3例在高风险区域管控人员排查中发现、1例在闭环管理重点人员排查中发现、1例在发热门诊就诊人员筛查中发现；新增本土无症状感染者430例，其中130例在集中隔离场所隔离观察人员排查中发现、283例在居家隔离观察人员排查中发现、13例在高风险区域管控人员排查中发现、3例在区域核酸筛查中发现、1例在外省来穗人员排查中发现。11月3日0时至24时，佛山市新增本土确诊病例1例，新增本土无症状感染者13例，其中6例居住在大沥镇。
2022年11月4日0时至24时，广州市新增本土确诊病例111例，其中66例在集中隔离场所隔离观察人员排查中发现、40例在居家隔离观察人员排查中发现、3例在高风险区域管控人员排查中发现、1例在闭环管理重点人员排查中发现、1例在发热门诊就诊人员筛查中发现；新增本土无症状感染者635例，其中203例在集中隔离场所隔离观察人员排查中发现、378例在居家隔离观察人员排查中发现、45例在高风险区域管控人员排查中发现、7例在区域核酸筛查中发现、2例在闭环管理重点人员排查中发现。11月4日0时至24时，佛山市新增本土确诊病例1例，新增本土无症状感染者4例；其中2例在隔离管控人员中发现，2例在主动检测人员中发现，1例在主动就诊人员中发现，其中5例居住在大沥镇。
2022年11月5日0时至24时，广州市新增本土确诊病例66例，其中34例在集中隔离场所隔离观察人员排查中发现、32例在居家隔离观察人员排查中发现；新增本土无症状感染者1259例，其中852例在集中隔离场所隔离观察人员排查中发现、395例在居家隔离观察人员排查中发现、9例在区域核酸筛查中发现、3例在高风险区域管控人员排查中发现。11月5日0时至24时，佛山市新增本土确诊病例1例，新增本土无症状感染者8例；其中1例在主动检测人员中发现，8例在隔离管控人员中发现，其中3例居住在大沥镇。11月5日0时至24时，东莞市大朗镇新增1例无症状感染者，在东莞火车站（石龙）外市来莞人员「落地检」中发现。
2022年11月6日0时至24时，广州市新增本土确诊病例122例，其中105例在集中隔离场所隔离观察人员排查中发现、17例在居家隔离观察人员排查中发现；新增本土无症状感染者1813例，其中1028例在集中隔离场所隔离观察人员排查中发现、762例在居家隔离观察人员排查中发现、13例在高风险区域管控人员排查中发现、8例在区域核酸筛查中发现、2例在闭环管理重点人员排查中发现。11月6日0時至24时，佛山市新增本土确诊病例2例，新增本土无症状感染者8例；其中8例在隔离管控人员中发现，2例在主动检测人员中发现，其中5例居住在大沥镇。
2022年11月7日0时至24时，广州市新增本土确诊病例114例，其中77例在集中隔离场所隔离观察人员排查中发现、33例在居家隔离观察人员排查中发现、2例在高风险区域管控人员排查中发现、2例在区域核酸筛查中发现；新增本土无症状感染者2263例，其中824例在集中隔离场所隔离观察人员排查中发现、1387例在居家隔离观察人员排查中发现、37例在高风险区域管控人员排查中发现、12例在区域核酸筛查中发现、1例在中风险区域筛查中发现、1例在发热门诊就诊人员中筛查发现、1例在重点人员排查中发现。11月7日0時至24时，佛山市新增本土确诊病例2例，新增本土无症状感染者3例；其中4例在隔离管控人员中发现，1例在主动检测人员中发现，其中2例居住在大沥镇。
2022年11月8日0时至24时，广州市新增本土确诊病例91例，其中72例在集中隔离场所隔离观察人员排查中发现、17例在居家隔离观察人员排查中发现、1例在闭环管理重点人员排查中发现、1例在发热门诊就诊人员中筛查发现；新增本土无症状感染者2546例，其中812例在集中隔离场所隔离观察人员排查中发现、1680例在居家隔离观察人员排查中发现、34例在高风险区域管控人员排查中发现、19例在区域核酸筛查中发现、1例在闭环管理重点人员排查中发现。11月8日0时至24时，佛山市新增本土无症状感染者5例；其中4例在隔离管控人员中发现，1例在主动检测人员中发现，其中4例居住在大沥镇。
2022年11月9日0时至24时，广州市新增本土确诊病例125例，其中109例在集中隔离场所隔离观察人员排查中发现、12例在居家隔离观察人员排查中发现、3例在高风险区域管控人员排查中发现、1例在闭环管理重点人员排查中发现；新增本土无症状感染者2430例，其中917例在集中隔离场所隔离观察人员排查中发现、1432例在居家隔离观察人员排查中发现、53例在高风险区域管控人员排查中发现、22例在区域核酸筛查中发现、3例在发热门诊就诊人员中筛查发现、3例在闭环管理重点人员排查中发现。11月9日0时至24时，佛山市新增本土确诊病例1例，新增本土无症状感染者5例；其中4例在隔离管控人员中发现，2例在主动检测人员中发现，其中1例居住在大沥镇。
2022年11月10日0时至24时，广州市新增本土确诊病例225例，其中195例在集中隔离场所隔离观察人员排查中发现、28例在居家隔离观察人员排查中发现、1例在高风险区域管控人员排查中发现、1例在社区筛查中发现；新增本土无症状感染者2358例，其中705例在集中隔离场所隔离观察人员排查中发现、1590例在居家隔离观察人员排查中发现、32例在高风险区域管控人员排查中发现、17例在社区筛查中发现、6例在主动就诊（检）人员筛查中发现、3例在密接人员筛查中发现、2例在中风险区域管控人员排查中发现、2例在闭环管理重点人员排查中发现、1例在重点人员排查中发现。11月10日0—24时，佛山市新增本土无症状感染者11例；其中9例在隔离管控人员中发现，2例在主动检测人员中发现，其中8例居住在大沥镇。
2022年11月11日0时至24时，广州市新增本土确诊病例259例，其中231例在集中隔离场所隔离观察人员排查中发现、24例在居家隔离观察人员排查中发现、3例在高风险区域管控人员排查中发现、1例在社区筛查中发现；新增本土无症状感染者2921例，其中1125例在集中隔离场所隔离观察人员排查中发现、1730例在居家隔离观察人员排查中发现、36例在高风险区域管控人员排查中发现、15例在社区筛查中发现、7例在密接人员筛查中发现、4例在主动就诊（检）人员筛查中发现、3例在闭环管理重点人员排查中发现、1例在非闭环管理重点人员排查中发现；11月11日0时至24时，佛山市新增本土确诊病例1例，新增本土无症状感染者10例；其中4例在隔离管控人员中发现，4例在主动检测人员中发现，3例在跨区域协查人员中发现，其中3例居住在大沥镇。
2022年11月12日0时至24时，广州市新增本土确诊病例189例，其中171例在集中隔离场所隔离观察人员排查中发现、16例在居家隔离观察人员排查中发现、1例在高风险区域管控人员排查中发现、1例在密接人员筛查中发现；新增本土无症状感染者3464例，其中675例在集中隔离场所隔离观察人员排查中发现、2744例在居家隔离观察人员排查中发现、20例在社区筛查中发现、11例在高风险区域管控人员排查中发现、6例在闭环管理重点人员排查中发现、3例在密接人员筛查中发现、2例在主动就诊（检）人员筛查中发现、2例在非闭环管理重点人员排查中发现、1例在低风险区域排查中发现。
2022年11月13日0时至24时，广州市新增本土确诊病例189例，其中153例在集中隔离场所隔离观察人员排查中发现、32例在居家隔离观察人员排查中发现、2例在闭环管理重点人员排查中发现、1例在社区筛查中发现、1例在主动就诊人员筛查中发现；新增本土无症状感染者3876例，其中926例在集中隔离场所隔离观察人员排查中发现、2855例在居家隔离观察人员排查中发现、69例在高风险区域管控人员排查中发现、12例在密接人员筛查中发现、9例在社区筛查中发现、4例在闭环管理重点人员排查中发现、1例在主动就诊人员筛查中发现。11月13日0时至24时，佛山市新增本土确诊病例1例，新增本土无症状感染者21例；其中19例在隔离管控人员中发现， 1例在闭环管理重点人员中发现，1例在跨区域协查人员中发现，1例在主动就诊人员中发现，其中1例为此前大沥疫情关联病例。
2022年11月14日0时至24时，广州市新增本土确诊病例147例，其中88例在集中隔离场所隔离观察人员排查中发现、44例在居家隔离观察人员排查中发现、9例在闭环管理重点人员排查中发现、2例在高风险区域管控人员排查中发现、2例在密接人员筛查中发现、2例在社区筛查中发现；新增本土无症状感染者4977例，其中1082例在集中隔离场所隔离观察人员排查中发现、3708例在居家隔离观察人员排查中发现、134例在高风险区域管控人员排查中发现、24例在社区筛查中发现、13例在闭环管理重点人员排查中发现、12例在密接人员筛查中发现、3例在主动就诊（检）人员筛查中发现、1例在非闭环管理重点人员排查中发现。
2022年11月15日0时至24时，广州市新增本土确诊病例158例，其中113例在集中隔离场所隔离观察人员排查中发现、37例在居家隔离观察人员排查中发现、7例在闭环管理重点人员排查中发现、1例在高风险区域管控人员排查中发现；新增本土无症状感染者6138例，其中851例在集中隔离场所隔离观察人员排查中发现、5128例在居家隔离观察人员排查中发现、127例在高风险区域管控人员排查中发现、15例在闭环管理重点人员排查中发现、17例在社区筛查中发现。
2022年11月16日0时至24时，广州市新增本土确诊病例275例，在隔离观察、密接或闭环管理重点人员筛查中发现；新增本土无症状感染者8486例，其中8470例在隔离观察、密接、高风险区域或闭环管理重点人员筛查中发现，16例在社区筛查、主动就检、跨区域协查或非闭环管理重点人员排查中发现。
2022年11月17日0时至24时，广州市新增本土确诊病例255例，在隔离观察、高风险区域或闭环管理重点人员筛查中发现；新增本土无症状感染者8989例，其中8973例在隔离观察、密接、高风险区域或闭环管理重点人员筛查中发现，16例在社区筛查、低风险区域或主动就诊人员筛查中发现。
2022年11月18日0时至24时，广州市新增本土确诊病例269例，其中267例在隔离观察、密接或闭环管理重点人员筛查中发现，2例在社区筛查中发现；新增本土无症状感染者8444例，其中8429例在隔离观察、高风险区域或闭环管理重点人员筛查中发现，15例在社区筛查或主动就诊人员筛查中发现。
2022年11月19日0时至24时，广州市新增本土确诊病例200例，其中197例在隔离观察、高风险区域或闭环管理重点人员筛查中发现，3例在社区筛查或主动检测人员筛查中发现；新增本土无症状感染者8234例，其中8210例在隔离观察、高风险区域、密接或闭环管理重点人员筛查中发现，24例在社区筛查、主动就诊、跨区域协查人员筛查中发现。
2022年11月20日0时至24时，广州市新增本土确诊病例296例，其中295例在隔离观察或高风险区域管控人员筛查中发现，1例在主动就诊人员筛查中发现；新增本土无症状感染者7885例，其中7866例在隔离观察、高风险区域、密接或闭环管理重点人员筛查中发现，19例在社区筛查、主动就诊或非闭环管理重点人员筛查中发现。
2022年11月21日0时至24时，广州市新增本土确诊病例253例，其中248例在隔离观察或闭环管理重点人员筛查中发现，5例在社区筛查中发现；新增本土无症状感染者7957例，其中7922例在隔离观察、高风险区域、密接或闭环管理重点人员筛查中发现，35例在社区筛查、主动就诊、跨区域协查或非闭环管理重点人员筛查中发现。
2022年11月22日0时至24时，广州市新增本土确诊病例235例，其中232例在隔离观察或闭环管理重点人员筛查中发现，3例在社区筛查或非闭环管理重点人员筛查中发现；新增本土无症状感染者7735例，其中7699例在隔离观察、高风险区域、密接或闭环管理重点人员筛查中发现，36例在社区筛查、主动就诊或非闭环管理重点人员筛查中发现。
2022年11月23日0时至24时，广州市新增本土确诊病例428例，其中423例在隔离观察或高风险区域管控人员筛查中发现，5例在社区筛查或主动就诊（检）人员筛查中发现；新增本土无症状感染者7192例，其中7147例在隔离观察、高风险区域、密接或闭环管理重点人员筛查中发现，45例在社区筛查或主动就诊（检）人员筛查中发现。
2022年11月24日0时至24时，广州市新增本土确诊病例257例，其中254例在隔离观察、高风险区域或闭环管理重点人员筛查中发现，3例在社区筛查或主动就诊人员筛查中发现；新增本土无症状感染者7267例，其中7181例在隔离观察、高风险区域、密接或闭环管理重点人员筛查中发现，86例在社区筛查、主动就诊（检）、跨区域协查或非闭环管理重点人员筛查中发现。
2022年11月25日0时至24时，广州市新增本土确诊病例361例，其中356例在隔离观察或闭环管理重点人员筛查中发现，5例在社区筛查、主动就诊或非闭环管理重点人员筛查中发现；新增本土无症状感染者7058例，其中6962例在隔离观察、高风险区域、密接或闭环管理重点人员筛查中发现，96例在社区筛查、主动就诊（检）、跨区域协查或非闭环管理重点人员筛查中发现。
2022年11月26日0时至24时，广州市新增本土确诊病例146例，其中143例在隔离观察、密接或闭环管理重点人员筛查中发现，3例在社区筛查或主动就诊人员筛查中发现；新增本土无症状感染者7266例，其中7174例在隔离观察、高风险区域、密接或闭环管理重点人员筛查中发现，92例在社区筛查、主动就诊（检）、跨区域协查或非闭环管理重点人员筛查中发现。
2022年11月27日0时至24时，广州市新增本土确诊病例199例，其中195例在隔离观察、高风险区域、密接或闭环管理重点人员筛查中发现，4例在社区筛查或非闭环管理重点人员筛查中发现；新增本土无症状感染者7166例，其中7076例在隔离观察、高风险区域、密接或闭环管理重点人员筛查中发现，90例在社区筛查、主动就诊（检）、跨区域协查或非闭环管理重点人员筛查中发现。
2022年11月28日0时至24时，广州市新增本土确诊病例286例，其中282例在隔离观察、密接或闭环管理重点人员筛查中发现，4例在社区筛查中发现；新增本土无症状感染者6993例，其中6899例在隔离观察、高风险区域、密接或闭环管理重点人员筛查中发现，94例在社区筛查、主动就诊（检）、跨区域协查或非闭环管理重点人员筛查中发现。
2022年11月29日0时至24时，广州市新增本土确诊病例541例，其中538例在隔离观察、高风险区域、密接或闭环管理重点人员筛查中发现，3例在社区筛查、主动就检或跨区域协查人员筛查中发现；新增本土无症状感染者6454例，其中6389例在隔离观察、高风险区域、密接或闭环管理重点人员筛查中发现，65例在社区筛查或主动就诊（检）人员筛查中发现。
2022年11月30日0时至24时，广州市新增本土确诊病例683例，其中681例在隔离观察、高风险区域或闭环管理重点人员筛查中发现，2例在社区筛查或主动就诊人员筛查中发现；新增本土无症状感染者5629例，其中5570例在隔离观察、高风险区域、密接或闭环管理重点人员筛查中发现，59例在社区筛查、主动就诊（检）或跨区域协查人员筛查中发现。
2022年12月1日0时至24时，广州市新增本土确诊病例654例，其中653例在隔离观察、高风险区域、密接或闭环管理重点人员筛查中发现，1例在主动就诊人员筛查中发现；新增本土无症状感染者5185例，其中5119例在隔离观察、高风险区域、密接或闭环管理重点人员筛查中发现，66例在社区筛查、主动就诊（检）、跨区域协查或非闭环管理重点人员筛查中发现。
2022年12月2日0时至24时，广州市新增本土确诊病例826例，其中818例在隔离观察、高风险区域、密接或闭环管理重点人员筛查中发现，8例在社区筛查或主动就诊（检）人员筛查中发现；新增本土无症状感染者4096例，其中4047例在隔离观察、高风险区域、密接或闭环管理重点人员筛查中发现，49例在社区筛查、主动就诊（检）、跨区域协查或非闭环管理重点人员筛查中发现。
2022年12月3日0时至24时，广州市新增本土确诊病例810例，其中799例在隔离观察、高风险区域、密接或闭环管理重点人员筛查中发现，11例在社区筛查、主动就诊（检）、跨区域协查或非闭环管理重点人员筛查中发现；新增本土无症状感染者3771例，其中3711例在隔离观察、高风险区域、密接或闭环管理重点人员筛查中发现，60例在社区筛查、主动就诊（检）、跨区域协查或非闭环管理重点人员筛查中发现。
2022年12月4日0时至24时，广州市新增本土确诊病例753例，其中743例在隔离观察、高风险区域、密接或闭环管理重点人员筛查中发现，10例在社区筛查或主动就诊（检）人员筛查中发现；新增本土无症状感染者3663例，其中3582例在隔离观察、高风险区域、密接或闭环管理重点人员筛查中发现，81例在社区筛查、主动就诊（检）、跨区域协查或非闭环管理重点人员筛查中发现。
2022年12月5日0时至24时，广州市新增本土确诊病例1109例，其中1070例在隔离观察、高风险区域、密接或闭环管理重点人员筛查中发现，39例在社区筛查或主动就诊（检）人员筛查中发现；新增本土无症状感染者2262例，其中2139例在隔离观察、高风险区域、密接或闭环管理重点人员筛查中发现，123例在社区筛查、主动就诊（检）、跨区域协查或非闭环管理重点人员筛查中发现。
2022年12月6日0时至24时，广州市新增本土确诊病例902例，其中855例在隔离观察、高风险区域、密接或闭环管理重点人员筛查中发现，47例在社区筛查、主动就诊（检）或非闭环管理重点人员筛查中发现；新增本土无症状感染者2090例，其中2029例在隔离观察、高风险区域、密接或闭环管理重点人员筛查中发现，61例在社区筛查、主动就诊（检）或非闭环管理重点人员筛查中发现。
2022年12月7日0时至24时，广州市新增本土确诊病例911例（海珠区533例、天河区121例、越秀区87例、白云区52例、荔湾区46例、黄埔区18例、番禺区16例、增城区13例、从化区11例、南沙区11例、花都区3例）；新增本土无症状感染者1640例（海珠区987例、越秀区191例、番禺区141例、天河区124例、南沙区73例、荔湾区62例、白云区23例、黄埔区20例、增城区12例、从化区7例）。
2022年12月8日0时至24时，广州市新增本土确诊病例854例（海珠区519例、天河区84例、白云区72例、越秀区67例、荔湾区38例、黄埔区23例、南沙区18例、番禺区17例、增城区9例、从化区5例、花都区2例）；新增本土无症状感染者1005例（海珠区580例、番禺区109例、越秀区75例、从化区69例、天河区51例、增城区41例、白云区27例、黄埔区20例、荔湾区20例、南沙区13例）。
2022年12月9日0时至24时，广州市新增本土确诊病例484例（海珠区264例、越秀区58例、南沙区47例、白云区44例、天河区20例、番禺区16例、荔湾区14例、黄埔区11例、从化区5例、增城区4例、花都区1例）；新增本土无症状感染者804例（海珠区431例、从化区109例、越秀区60例、荔湾区55例、番禺区39例、南沙区36例、黄埔区32例、白云区22例、天河区20例）。
2022年12月10日0时至24时，广州市新增本土确诊病例264例（海珠区120例、越秀区41例、天河区29例、白云区21例、荔湾区19例、番禺区15例、黄埔区8例、增城区8例、花都区2例、从化区1例）；新增本土无症状感染者817例（海珠区441例、从化区119例、越秀区88例、荔湾区50例、天河区37例、番禺区30例、白云区24例、黄埔区13例、增城区8例、南沙区6例、花都区1例）。
2022年12月11日0时至24时，广州市新增本土确诊病例414例（海珠区140例、越秀区117例、白云区50例、荔湾区48例、天河区39例、番禺区12例、黄埔区4例、从化区2例、增城区2例）；新增本土无症状感染者599例（海珠区307例、从化区102例、越秀区85例、番禺区30例、南沙区19例、荔湾区18例、白云区16例、黄埔区10例、天河区9例、增城区3例）。
2022年12月12日0时至24时，广州市新增本土确诊病例291例（越秀区87例、白云区69例、海珠区45例、增城区31例、天河区18例、荔湾区13例、黄埔区9例、番禺区8例、从化区6例、花都区3例、南沙区2例）；新增本土无症状感染者434例（越秀区182例、从化区94例、海珠区59例、白云区36例、荔湾区17例、天河区14例、番禺区13例、黄埔区7例、增城区5例、南沙区5例、花都区2例）。
2022年12月13日0时至24时，广州市新增本土确诊病例533例（越秀区172例、海珠区128例、白云区70例、增城区68例、天河区32例、荔湾区24例、花都区13例、番禺区10例、从化区8例、黄埔区7例、南沙区1例）；新增本土无症状感染者741例。
2022年12月14日0时至24时，广州市新增本土确诊病例360例（越秀区137例、白云区55例、海珠区53例、天河区37例、荔湾区22例、增城区18例、番禺区13例、从化区12例、黄埔区9例、花都区3例、南沙区1例）。
2022年12月15日0时至24时，广州市新增本土确诊病例504例（越秀区145例、海珠区123例、白云区103例、增城区31例、天河区30例、花都区21例、荔湾区18例、番禺区17例、黄埔区13例、南沙区2例、从化区1例）。
2022年12月16日0时至24时，广州市新增本土确诊病例445例。
2022年12月17日0时至24时，广州市新增本土确诊病例403例。
2022年12月18日0时至24时，广州市新增本土确诊病例371例。
2022年12月19日0时至24时，广州市新增本土确诊病例535例。
2022年12月20日0时至24时，广州市新增本土确诊病例560例。
2022年12月21日0时至24时，广州市新增本土确诊病例545例。
2022年12月22日及之后，不再发布相关疫情数据。

## 广州本地反应

### 地区风险

#### 花都区
10月27日，新华街馨庭花园F栋高风险区调整为中风险区；华南路以南、花都湖以北、铁路线以东、建设路以西区域、馨庭花园小区(F栋除外)、车辆厂生活区、龙珠路以南、建辉路以北、建设北路以东、花城北路以西区域、兴隆新村四巷1-6号区域，三巷2、4、6号区域，由中风险区调整为低风险区。
11月4日，五华村委会北侧附近区域、清㘵村横马路以南、后街中二街以北、广州煌子西厨设备有限公司以东、清㘵村后街中心街以西区域、一塑实业有限公司，由中风险区调整为低风险区。
11月5日，华兴中路以南、东升路以北、曙光路以东、华兴东路以西区域，由高风险区调整为中风险区；新雅街雅瑶涌以南，镜湖大道、夏花六路、东镜公路连线以北，广花公路以东，凤凰南路以西区域(新雅街长鸿工业园A区，华兴中路以南、东升路以北、曙光路以东、华兴东路以西区域除外);雅源南路以南、水塘南端与广花公路连线以北、水塘以东、广花公路以西区域，由中风险区调整为低风险区。
11月7日，划定云峰花园二期C15栋、雪域澜庭A2区8栋为高风险区；云峰花园二期C1-C14、C16-C17栋（云峰社区党群服务中心除外）、雪域澜庭A2区（雪域澜庭A2区8栋除外）为中风险区。
11月8日，建设北路61号之二、华兴中路以南、东升路以北、曙光路以东、华兴东路以西区域，由中风险区调整为低风险区。

#### 白云区
11月1日，白云湖街石丰花园东区A7栋，由高风险区调整为中风险区；白云湖街石丰花园东区A5栋、A6栋、A8栋、B2栋、C1栋，由中风险区调整为低风险区。联边村彭上新村北十一巷7号、9号、13-17号(单号)，联边彭上新村北路8-12号(双号);福门北一巷16-28号(双号)，福门北二巷8-22号(双号)，福门北三巷2号、2-2号、4号、6号、8号，黄边南路一街26号、28号，由高风险区调整为中风险区；联边村彭上社区001、003、004、005、006、007网格管理范围;福门北一巷至六巷，由中风险区调整为低风险区；江兴社区北胜街53号，由高风险区调整为中风险区；江兴社区北胜街51号、55号;双岗村南安二街4号、6号，南安二街一巷1号、4号，由中风险区调整为低风险区；江夏村庙十三巷1-5号(单号)，江夏村庙十四巷1号、6号;江夏白社东三巷2号、3号、6号，江夏白社东四巷4号、6号;马务联和西街北四巷7-11号(单号)，马务联和西街北五巷7-11号(单号)，马务联和西街北六巷11号;余贵里1号、3(5)号、4号、6-8号，余中里2号、6-8号，安和里8号，马务联和西街北六巷11号，由高风险区调整为中风险区；东至白社中街，南至白社东街，西至南方电网，北至江夏大园一巷5号，由中风险区调整为低风险区；荷塘月色小区惠风A-B栋、和风A-D栋、雅风A-F栋、润风A-C栋、清风A-G栋，解除临时管控措施；矮岗大路口西一巷1号、3-6号、8号，矮岗荔园一巷，矮岗荔园二巷2-6号(双号)，由高风险区调整为中风险区；东至矮岗东街，南至凤岗路，西至矮岗农阅街-矮岗荔园西街，北至矮岗陇西庄一巷，由中风险区调整为低风险区；三元里村三十五巷6号、8号、8-1号、10号、10-1号，三元里村三十七巷7号、9号，三元里村三十九巷一横8号，三元里村三十九巷三横5号、7号，由高风险区调整为中风险区；三元里村三十三巷4-12号(双号)，三元里村三十五巷2号、4号、7号、9号、10-2号、12-15号、17号，三元里村三十七巷2号、3号、5号，三元里村三十九巷三横1号、3号、4号、6号、8-10号、10-1号、11号，由中风险区调整为低风险区；聚源里一巷5-9号(单号)、10-14号(双号)、18号，聚源里二巷9-13号(单号)，由高风险区调整为中风险区；萧岗仁厚里二巷以南、仁厚里大街以北、萧岗仁厚里以东、萧岗聚源里二巷以西，由中风险区调整为低风险区；马沥南街东一巷1、3号，马沥南街西35号，马沥南街二巷1号，由中风险区调整为低风险区；南悦花苑中一街4号，由高风险区调整为中风险区；南悦花苑中一街2号及夏茅007网格，由中风险区调整为低风险区；田心北路六巷5号、7号、9号，八巷5号、6号、7号、8号、10号;田心南路三街2号楼，大源东路16号之三、16号之四、18号、18号之一，由中风险区调整为低风险区；槎龙万龙街7-11号(单号)，万龙一巷2-9号、17号;西洲中路68号公寓楼A栋、B栋、C栋;槎龙万龙六巷16号、18号、22号、24号、28号、30号、33号、37号、39号，由高风险区调整为中风险区。
11月4日，石门街万福街29号、44-48号(双号)，万福街七巷4号、8号、12号、14号，刘前大街六巷12-26号(双号)、22号之一，文昌街1-13号(单号)由中风险区调整为高风险区。11月5日，吉祥巷2号、4-11号，京溪大街18号 ，解除临时管控措施；南悦花苑中一街4号 ，由中风险区调整为低风险区；聚源里一巷5-9号(单号)、10-14号(双号)、18号，聚源里二巷9-13号(单号)，由中风险区调整为低风险区；聚龙街13-17号(单号)，由高风险区调整为中风险区；西洲中路68号公寓楼A栋、B栋、C栋;聚龙街19号、21-23号、25号、27号、32号，由中风险区调整为低风险区；富力桃园B5栋解除临时管控措施；矮岗大路口西一巷1号、3-6号、8号，矮岗荔园一巷，矮岗荔园二巷2-6号(双号) ，由中风险区调整为低风险区；三元里村三十五巷6号、8号、8-1号、10号、10-1号，三元里村三十七巷7号、9号，三元里村三十九巷一横8号，三元里村三十九巷三横5号、7号，由中风险区调整为低风险区；江高镇全域调整为常态化管理；联边村彭上新村北十一巷7号、9号、13-17号(单号)，联边彭上新村北路8-12号(双号);福门北一巷16-28号(双号)，福门北二巷8-22号(双号)，福门北三巷2号、2-2号、4号、6号、8号，黄边南路一街26号、28号，由中风险区调整为低风险区；马务联和西街北四巷7-11号(单号)，马务联和西街北五巷7-11号(单号)，马务联和西街北六巷11号;余贵里1号、3(5)号、4号、6-8号，余中里2号、6-8号，安和里8号;马务村第2网格，东至余富里12号连接余和里9号、南至余和里连接余祥里、西至马务北街、北至余通里连接余富里，由中风险区调整为低风险区；南新五巷4号，南新六巷4号、5号，由高风险区调整为中风险区。
11月7日，机场高速以东，白云大道以西，龙岗路、南岭工业区南路以南，271县道以北的嘉禾街道范围，调整为中风险区（除高风险区外）。

#### 海珠区
11月26日海珠区划定高风险区如下：凤阳街道和平家园、凤阳街道南华花园兴南1街5号、8号、凤阳街道凤阳小区凤阳街7、13、31、33、35、41、43、47、51号，瑞宝街道瑞康新村一巷8—10号，二巷8—10号，三巷8—10号、石溪西大街25号之三及25号西北侧，26号之三，九巷5号之一，十巷一号、尚东峰景B2、B3栋，昌岗街道穗花新村南街11号。

### 大规模核酸检测

#### 花都区
10月13日，开展全员核酸检测。
11月5日、11月6日、11月8日、11月9日、11月10日，开展全员核酸检测。

#### 白云区
11月6日、11月7日、11月8日、11月9日、11月10日，开展全员核酸检测。

#### 海珠区
11月5日、11月6日、11月7日、11月8日、11月9日、11月10日，开展全员核酸检测。

#### 荔湾区
11月5日，在金花、西村、南源、逢源、多宝、昌华、岭南、华林、沙面、龙津、彩虹、站前、桥中街道开展全员核酸检测。
11月6日、11月7日、11月8日、11月9日、11月10日，开展全员核酸检测。

#### 番禺区
11月6日、11月7日、11月8日、11月9日，开展全员核酸检测。
11月10日，在大石街、洛浦街、钟村街、石壁街、沙头街、市桥街、桥南街、小谷围街、东环街、大龙街10个街道开展全员核酸检测。

#### 越秀区
11月6日、11月7日、11月8日、11月9日、11月10日，开展全员核酸检测。

#### 天河区
11月5日、11月6日、11月7日、11月8日、11月9日、11月10日，开展全员核酸检测。

#### 南沙区
11月6日、11月7日、11月8日，开展全员核酸检测。

#### 黄埔区
11月6日、11月7日、11月8日、11月9日、11月10日，开展全员核酸检测。

#### 从化区
11月6日、11月9日，开展全员核酸检测。
11月10日、11月11日，在街口街、城郊街、江埔街开展全员核酸检测。

#### 增城区
11月6日、11月7日、11月8日、11月9日、11月10日，开展全员核酸检测。

### 交通出行

#### 公交车
从2022年11月5日~11月7日，海珠区内所有公共交通服务（包括公交车、地铁）暂停服务，另外为保障成人高考等考试考生需要，11月5日、6日上午6时至9时仍维持服务。11月8日，宣布海珠区的公共交通服务暂停服务延长至11月11日。
11月30日起，广州市内公交逐步有序恢复运营。

#### 地铁
因应本轮疫情影响，多个车站在不同时间被暂停对外服务，换乘站保留站内换乘。详见因2019冠状病毒病疫情关闭的广东省城市轨道交通车站列表。
11月30日起，广州市内地铁（含海珠有轨电车）逐步有序恢复运营。

#### 公路客运
11月19日起，暂停省汽车客运站运营。

#### 水上客运
11月5日，广州公交集团客轮公司发布消息，为配合做好《海珠区关于强化社会面疫情防控措施的通告（七）》的工作要求，广州水上公交线网实施临时调整。11月14日，广州公交集团客轮有限公司发布航班调整公告，根据《海珠区关于继续强化部分区域疫情防控措施的通告》的工作要求，对广州水上公交线网实施临时调整。

### 教育与考试
10月24日起，海珠区中小学全部暂停返校。
本轮疫情期间，原定于11月5-6日举行的全国成人高等学校招生统一考试如期举行。广州市教育局副局长陈学明表示，为保障符合参加广州市成人高考条件的考生顺利赴考，力保安全平稳有序，广州市已统筹安排疫情防控、转运疏散和其他组考保障等工作。11月4日，广州市、区招考办提醒考生关注最新变化、预备充足时间、做好路线规划，考试期间提倡考生自备午餐，在考点指定位置就餐和休息，尽量不考虑周边外卖。
11月9日，广州市教育局副局长陈学明在发布会上宣布，自11月10日起，全市除南沙区、从化区、增城区外，中小学阶段学校暂停线下教学，开展线上教学；高三年级有住宿条件的，在校实施全封闭管理；幼儿园暂停返园；校外培训机构暂停线下教学；托管、托育机构暂停服务。在穗高校实施封闭管理。此前广州市教育局表示，网传11月9日中午起“全市中小学阶段停止线下教学，幼儿园停止入园”系谣言。
11月13日，广州市教育局副局长、新闻发言人陈学明在发布会上宣布，11月14日起，南沙、增城、从化3区中小学阶段学校继续正常开展线下教学，幼儿园正常返园；花都区（新华街、花城街除外）中小学阶段学校有序恢复线下教学、幼儿园有序返园。其他7个区中小学阶段学校仍暂缓返校，继续开展线上教学；幼儿园暂缓返园。
11月21日起，番禺区各学校、幼儿园有序恢复线下教学。
12月3日，广州市教育局副局长陈学明表示，全市中小学（高三除外）暂不恢复线下教学，继续开展线上教学，幼儿园暂缓返园。高三年级有住宿条件的，在校实施全封闭教学管理。
12月12日起，广州市高二、高三年级恢复线下教学，对由于各种原因选择线上学习的学生可同步开展线上教学；其他学段、年级，将根据疫情形势综合研判，适时恢复线下教学。

## 相關事件

### 封控居民冲突
11月上旬，少数生计受到影响的民众对长期的封控措施不满，出现了“冲卡”等情况。据英國廣播公司報導，爆發衝突的小區住著許多外地來打零工的工人，他們抱怨無法出門工作便沒有收入，也抱怨食物不夠，及封控下的物價上漲。他們已經有好幾晚和「大白」出現爭執，14日晚在街頭上演大規模抗議行動。網傳消息则指，有孕婦即將分娩卻被封控在家，結果一屍兩命，引起眾怒。14日晚，大批市民推倒限制居民出入的圍欄，又將雜物扔向身穿防護服的防疫工作人員，亦有人合力將停泊在路邊的警車推翻。警方試圖破開鐵閘進入小區，大批居民反抗，遂發射高壓水槍鎮壓。事發後，多輛警車駛往現場，包括車身寫有「特警」二字的警車。
对于受封控影响而发生抗议活动或突破封控的情况，当局解释为由于这些爆发冲突的小区为人员密集的城中村，有大量人力密集型的制造业和服务业的人员居住，封控会导致生计受到影响而使其中居民强行突破封控，从而导致有感染人员外溢到其他非中高风险区。当局称会尽量保证其他封控区内的生活物资供应，一些接受采访的市民表示物资供应是配送延迟，但整体供应充足。

### 防疫人员绑人
11月17日上午11时许，2名黑龙江籍女子王某、李某因口罩问题与防疫人员发生衝突，遭防疫人员强力压制，随后被反绑手臂强制下跪，另一名则被摔倒在地面，相关影片在网上流传后，引来网民批评，质疑防疫人员涉嫌违反多项法律。11月18日，海珠警方通报，王某、李某不遵守疫情防控管控区域的规定，企图强行进出海珠区仑头村防疫管控卡口。其中，李某未佩戴口罩，2人健康码均为黄码且10月30日以来一直未按要求进行核酸检测。公安机关接报警后，将涉事人员带回派出所作进一步调查。根据调查事实，公安机关目前已对王某、李某2人作出治安处罚。涉事双方经教育提醒后已达成谅解。有评论认为当局避重就轻，罔顾宪法和法律，包庇动用私刑非法拘禁的犯罪行为。

### 南沙感染者自缢
11月16日傍晚，廣州市南沙體育館改建的方艙醫院接收了首批新冠患者。其中1名女確診者入住方艙不到48小時自縊身亡。事發後，警方人員致電家屬稱，已「排除他殺」。
此事件由財新首次报道，但该报道随后被刪除。

### 小区核酸检测结果疑似阳性
11月24日早上，广州一小区业委会收到通知称，小区内有15人核酸结果为阳性，业委会对此表示异议。后在居民强烈要求下，该小区所在的居委立即申请对核酸结果显示为阳性的15人进行复检。当天除4人结果未出外，11人复检结果全部为阴性。小区居民就此事提出诉求，希望相关部门能彻底调查此次事件，并对相关核酸机构进行处罚。11月25日下午，在广州市疫情防控新闻发布会上，广州市卫健委副主任、新闻发言人张屹表示，广州监管部门已就此第一时间组织专项调查，省、市有关专家立即前往涉事检测机构开展质量控制监测。广州市卫健委将根据调查结果，确有违法违规行为的将严肃处理。

### 海珠桥抗议
2022年11月27日入夜後，廣州海珠橋和海珠廣場一帶，有不少民眾聚集示威和悼念，警察在晚上10時許將海珠廣場圍封，有畫面顯示有示威民眾被警察抓走，而在警察的包圈外，有民眾高喊「放人」。抗議者亦叫喊「不要圍觀請加入，不要封控要自由」，又有民眾高唱香港樂隊Beyond名曲《海闊天空》，「原諒我這一生不羈放縱愛自由」。

## 外部連結
- 中华人民共和国国家卫生健康委员会疫情信息 （页面存档备份，存于）
- 广东省卫生健康委员会疫情信息 （页面存档备份，存于）
- 广州市卫生健康委员会疫情信息（页面存档备份，存于）